# Set metalls
L'expressió set metalls es refereix als metalls coneguts, i reconeguts com a tals, des de l'antiguitat fins al Renaixement. Els astròlegs de l'Antiguitat els van relacionar amb els «set planetes» (el Sol, la Lluna i els cinc planetes observables a simple vista), aquests mateixos associats amb els déus del panteó grecoromà.
La història dels processos d'extracció dels metalls començà en el 6000 aC. A l'Orient Mitjà, sis van ser els metalls utilitzats durant la Prehistòria i l'Antiguitat: l'or, la plata, el coure, l'estany, el plom i el ferro. L'or i la plata eren massa tous per ser usats a part de les joies. El coure podia endurir-se amartellant-lo, però va ser el descobriment de l'aliatge del coure i de l'estany, el bronze, la qual cosa va fer possible la fabricació d'eines. El plom, fàcil de treballar, es va utilitzar per fabricar recipients i canalitzacions d'aigua en l'Imperi romà. El domini del ferro va ser tan important que va marcar la transició de l'edat del bronze a l'edat del ferro al voltant de l'any 1000 aC.
El primer metall de l'època històrica va ser el mercuri. Va ser utilitzat en forma d'amalgames en el segle III aC.
Aquests set metalls de l'Antiguitat van aparèixer al voltant dels següents períodes (segons Cramb):
- Or – 6000 aC
- Coure – 4200 aC

- Plata – 4000 aC

- Plom – 3500 aC
- Estany – 1750 aC
- Ferro (fusió) – 1.500 aC
- Mercuri – 750 aC

Aquests metalls eren coneguts pels mesopotàmics, egipcis, grecs i romans de l'Antiguitat.
Des del descobriment dels primers metalls, l'or i el coure, fins a finals del segle xvii, solament es van descobrir dotze metalls. Quatre d'ells –arsènic, antimoni, zinc i bismut– van ser descoberts als segles xiii i xiv. El dotzè metall descobert va ser el platí al segle xvi. Actualment, es coneixen 82.

## Correspondències entre els planetes i els metalls

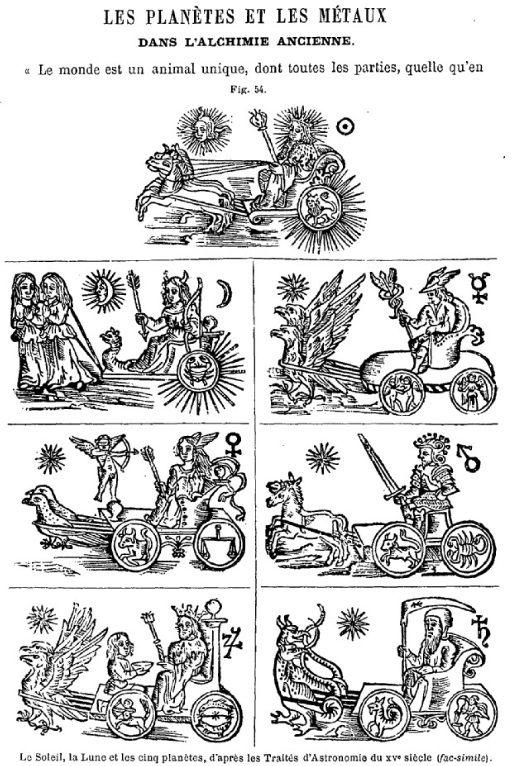
Correspondència entre els set planetes i els set metalls (L'astronomie, 1887, Camille Flammarion (1842-1925)

El químic i historiador francès Berthelot suposava que es devia rastrejar el parentiu místic entre els planetes i els metalls fins als babilonis. La xifra «set» va aparèixer en relació amb l'observació de les fases de la Lluna: és aproximadament la cambra de la revolució d'aquest astre. Per a un poble de pastors i grangers, era fàcil detectar el pas dels dies observant les fases de la Lluna. Per tant, els caldeus ritmaren el seu treball durant un període de set dies, la setmana, sincronitzats segons un «quart» de lluna. I com en el cel, es podien observar set astres errants, assignaven a cada dia de la setmana un astre.
Als segles següents, per explicar les propietats dels metalls, els filòsofs i astròlegs grecoromans els van associar amb els astres: l'or és groc com el Sol, la plata blanca com la Lluna, el ferro utilitzat per fabricar armes estava associat amb Mart, el déu de la guerra, el coure era de l'illa de Xipre (gr. kupros Κύπρος), la pàtria i Venus/Afrodita, el plom pesat i opac, el metall menys apreciat estava associat amb Saturn, el planeta més distant etc. Pitàgores considerava que el número set era únic, ja que era la suma dels costats de dues figures geomètriques bàsiques, el triangle i el quadrat.
La relació entre el Sol i l'or és esmentada pel poeta grec Píndar (518-438 aC). Aquesta relació, així com la influència dels astres en la producció dels metalls, es troba exposada en el comentari de Procle del Timeu de Plató (428-348 aC): 
| «                                                                                 | L'Or natural, la plata, cadascun dels metalls, com les altres substàncies, són engendrades a la terra sota la influència de les deïtats celestes i dels seus efluvis. El Sol produeix l'or, la Lluna la plata, Saturn el plom i Mart el ferro | L’or naturel, l’argent, chacun des métaux, comme les autres substances, sont engendrés dans la terre sous l’influence des divinités célestes et de leurs effluves. Le Soleil produit l’or, la Lune l’argent, Saturne le plomb et Mars le fer.. | » |
| — Els Planètes et les Métaux dans l'Alchimie Ancienne (1887), Marcellin Berthelot | | |   |

Després d'algunes variacions (vegeu més a baix), aquestes correspondències metall-planeta s'establiran després del segle XII:
- or – Sol
- plata 999 – Lluna
- mercuri – Mercuri
- coure – Venus
- ferro – Mart
- estany – Júpiter
- plom – Saturn[Nota 2]

Aquests termes seran usats en alquímia i química fins a la ruptura terminològica radical operada per Guyton de Morveau, Lavoisier (i col·laboradors) mitjançant la publicació en 1787 del seu nou Méthode de nomenclature chimique.
A finals del segle xvii, el químic Nicolas Lémery, com altres químics, usava comunament els termes vitriol de Lune per al nitrat de plata, sel de Jupiter per a l'acetat d'estany, sel de Saturne per a l'acetat de plom, vitriol de Vénus per al nitrat de coure, safran de Mars apéritif per a l'òxid fèrric i Mercuri per vif-argen (vegeu Cours de chymie).

## La metal·lúrgia en l'Antiguitat
Els set metalls coneguts a l'Antiguitat van ser l'or (utilitzat des de 6000 aC), el coure (4200 aC), la plata (4000 aC), el plom (-3500), l'estany (1750 aC), el ferro (1500 aC) i el mercuri (750 aC).
Aquests metalls van ser coneguts per les civilitzacions antigues: els mesopotàmics, els egipcis, els grecs i els romans.

### L'or

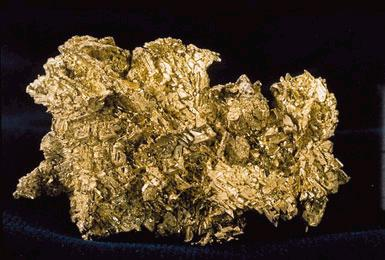
Una llavor d'or

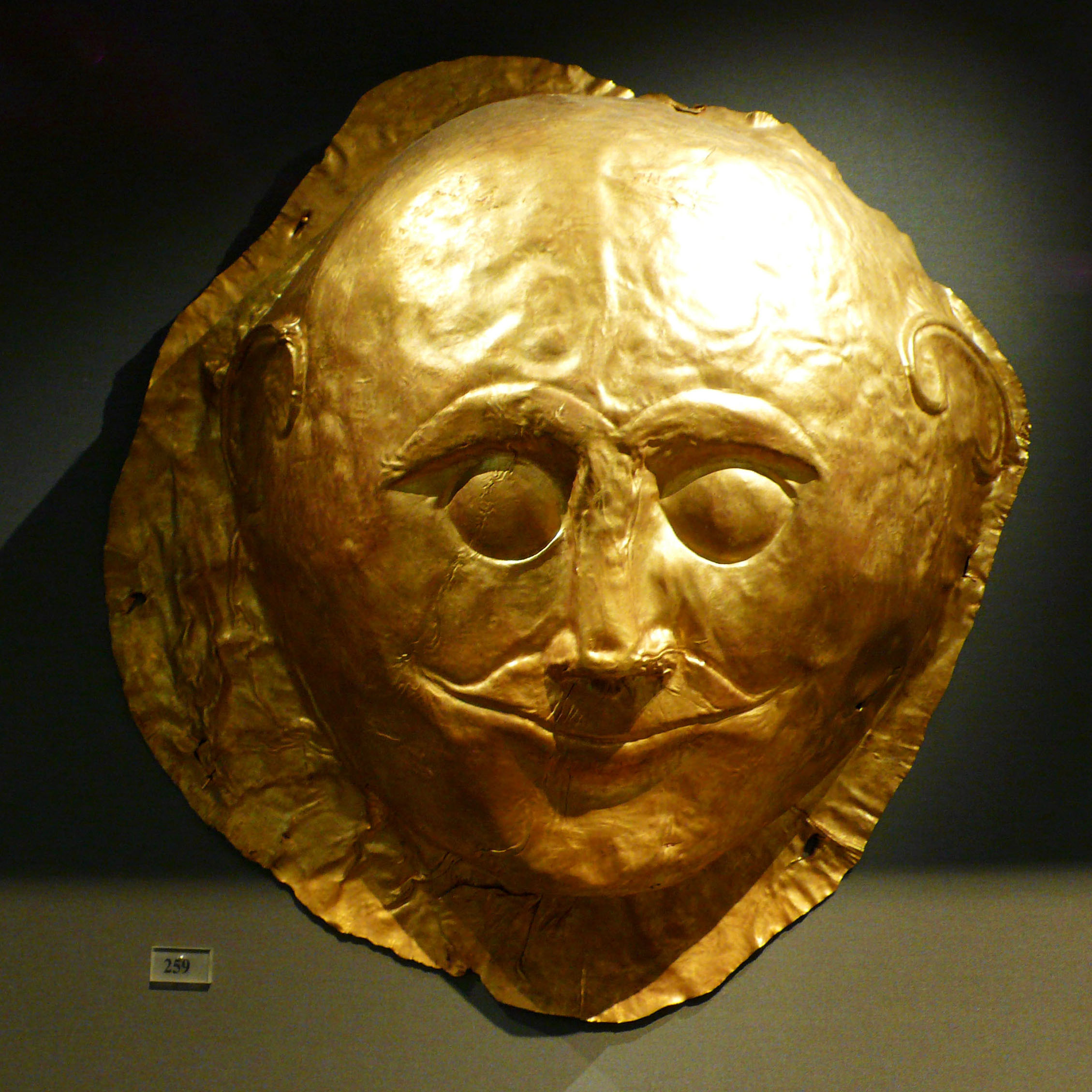
Màscara d'or de Micenas, art funerari en or natiu

L'or es troba en el seu estat natiu, ja sigui en filons o en els rius en forma de llavors (que resulten de l'erosió dels filons). Sovint està present en forma d'un aliatge amb plata, anomenat pels antics electrum.
Molt abans de ser utilitzat com un mitjà d'atesorament i/o de patró de massa (barra, lingot) o monetari (monedes a l'antic Egipte del III mil·lenni aC o Grècia de l'era clàssica), l'or natiu es va utilitzar en objectes habituals o rituals (vaixelles, eines, màscares, estàtua, joies), guardat o mostrat en forma de joies o collaret/polsera. L'or de Núbia –al voltant de 2700 aC– va justificar la conquesta territorial d'aquesta «terra d'or (nub)» per les potències egípcies, que ja portaven practicant l'encunyació de monedes d'or durant uns 700 anys, és a dir, des del voltant de 3400 aC.
Els aurieras són les mines d'or antigues o possiblement les seves restes terrestres. El món gal posseïa excel·lents tècniques que van sorprendre al món romà. Fins i tot després de la conquesta romana, les elits no podien entendre o explicar les múltiples capacitats de producció rural d'aquest metall.
El món greco-llatí ha deixat un extens vocabulari sobre aquest bell metall solar, començant amb aurifabria(orfebreria), aurum filatum (or filat en fil d'or), aurum ductile (or dúctil estiratge en fil), aurum tractile (or estirat), aurotextilis (tela d'or, teixits d'or), aurifrigia (franja daurada), aurum argento (aliatge Au-Ag) ...

### El coure

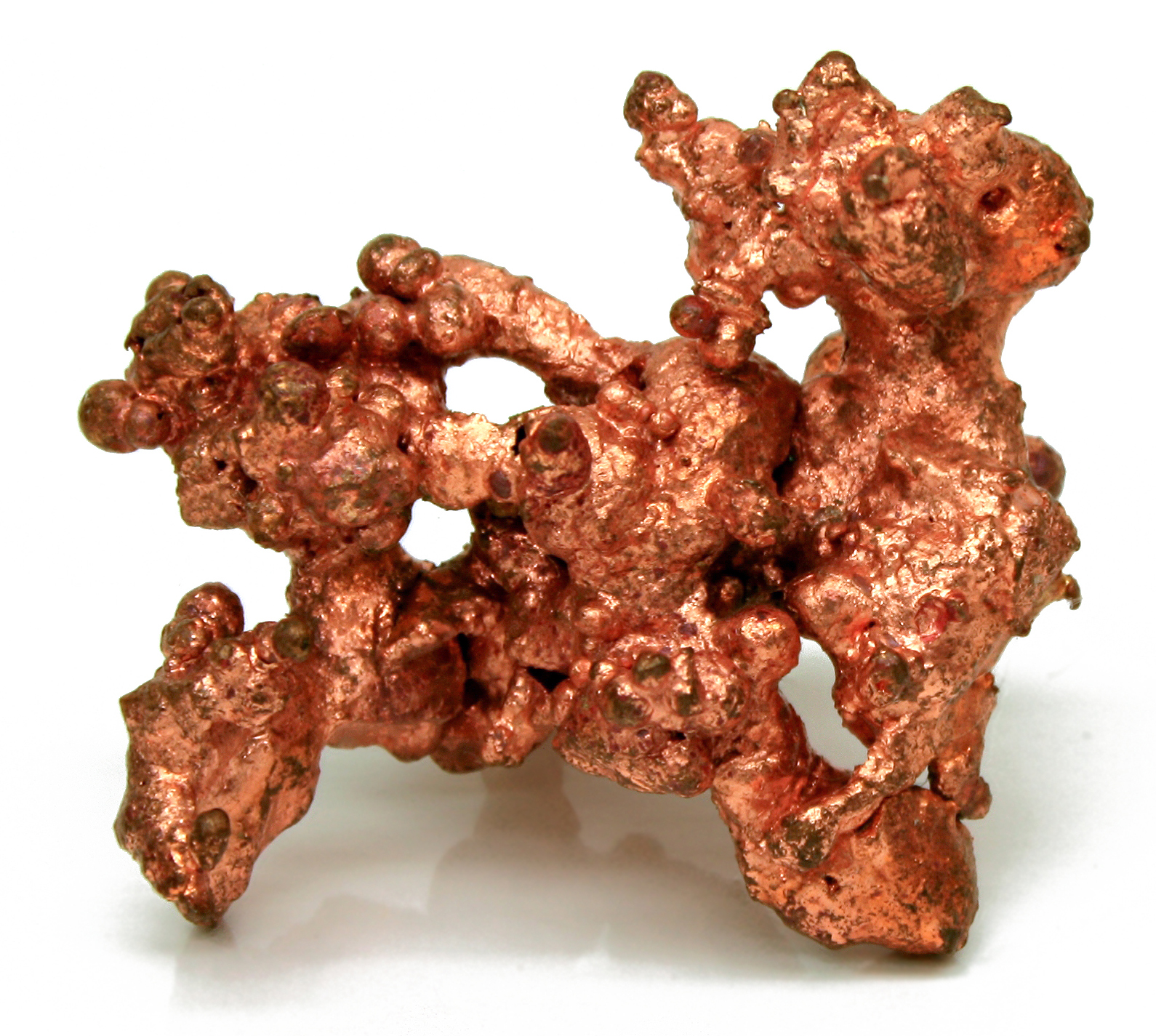
Coure natiu

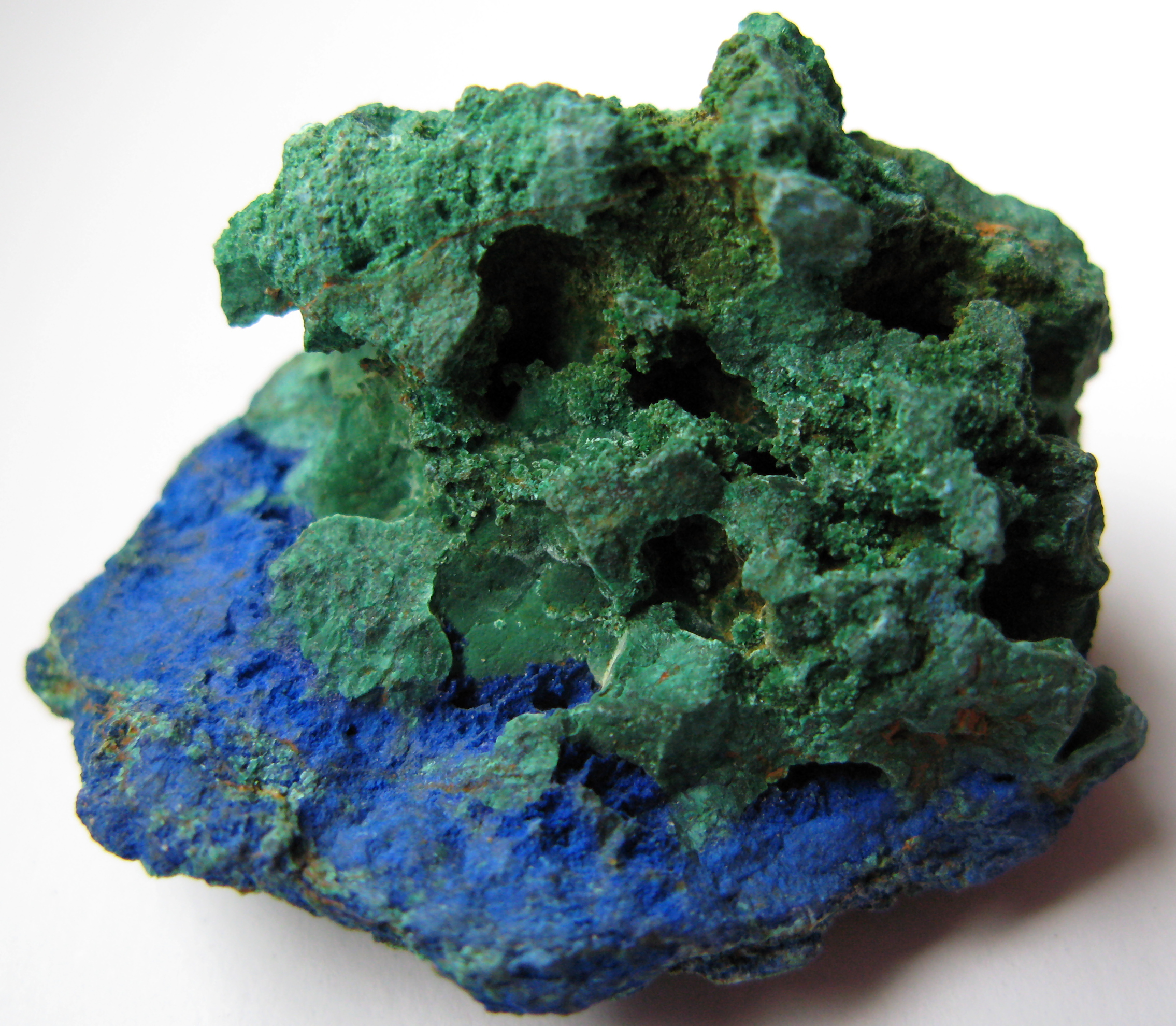
Malaquita i atzurita

El coure natiu es troba de vegades en masses molt grans, aquest mineral de la categoria dels elements natius, encara que és rar, es va usar per a eines des de 4200 aC. El martellejo del coure ho feia trencadís i la solució va ser cuir-lo. Els primers objectes de coure fos que es coneixen daten de 3600 aC a Egipte. El primer mineral utilitzat va ser la malaquita, una roca verda friable. Atès que la temperatura requerida per la reacció de reducció és de 700 a 800 °C, és probable que això es descobrís en els forns d'alfarer (1100 a 1200 °C) en lloc de les fogates (600 a 650 °C).
A l'Europa occidental, l'Edat del coure o calcolític designa el període 2000 /1800 aC.

### El plom

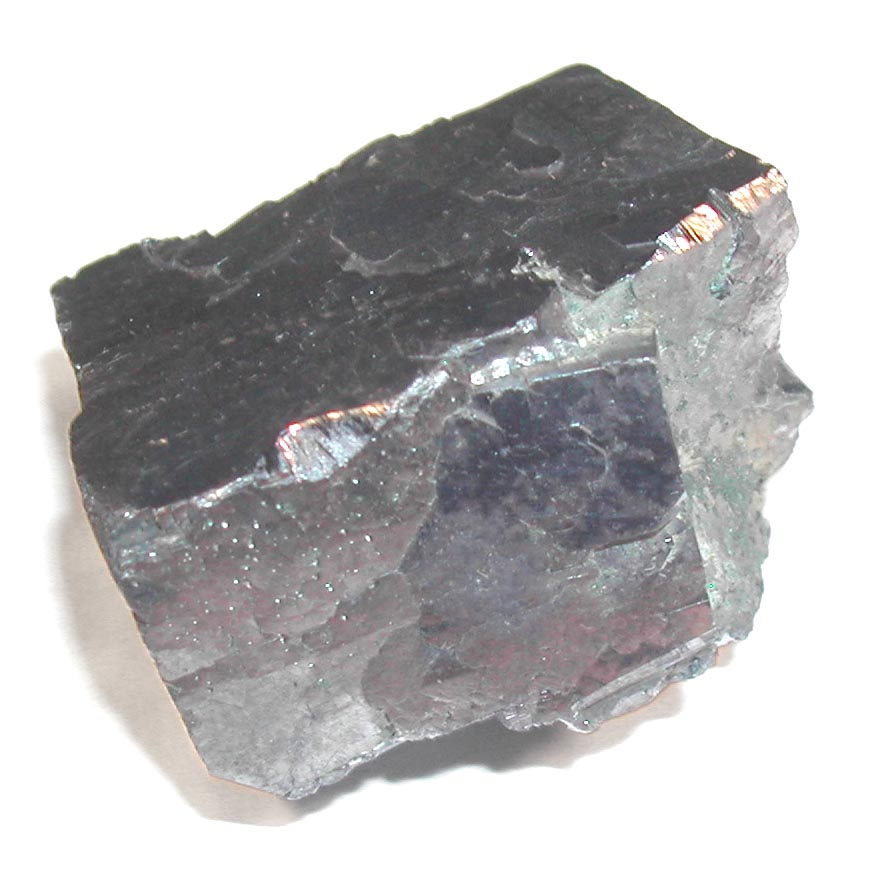
Galena

El plom natiu existeix en la naturalesa, però és molt rar; la galena (sulfur de plom, PbS), que té una aparença metàl·lica, és abundant i va ser utilitzada com a maquillatge pels egipcis. El punt de fusió del plom és de 327 °C i, per tant, es pot aconseguir amb una simple fogata. Els primers usos es remunten a 3500 aC. Massa dúctil com per usar-se com a eina, s'usava per a recipients i conductes.

### La plata

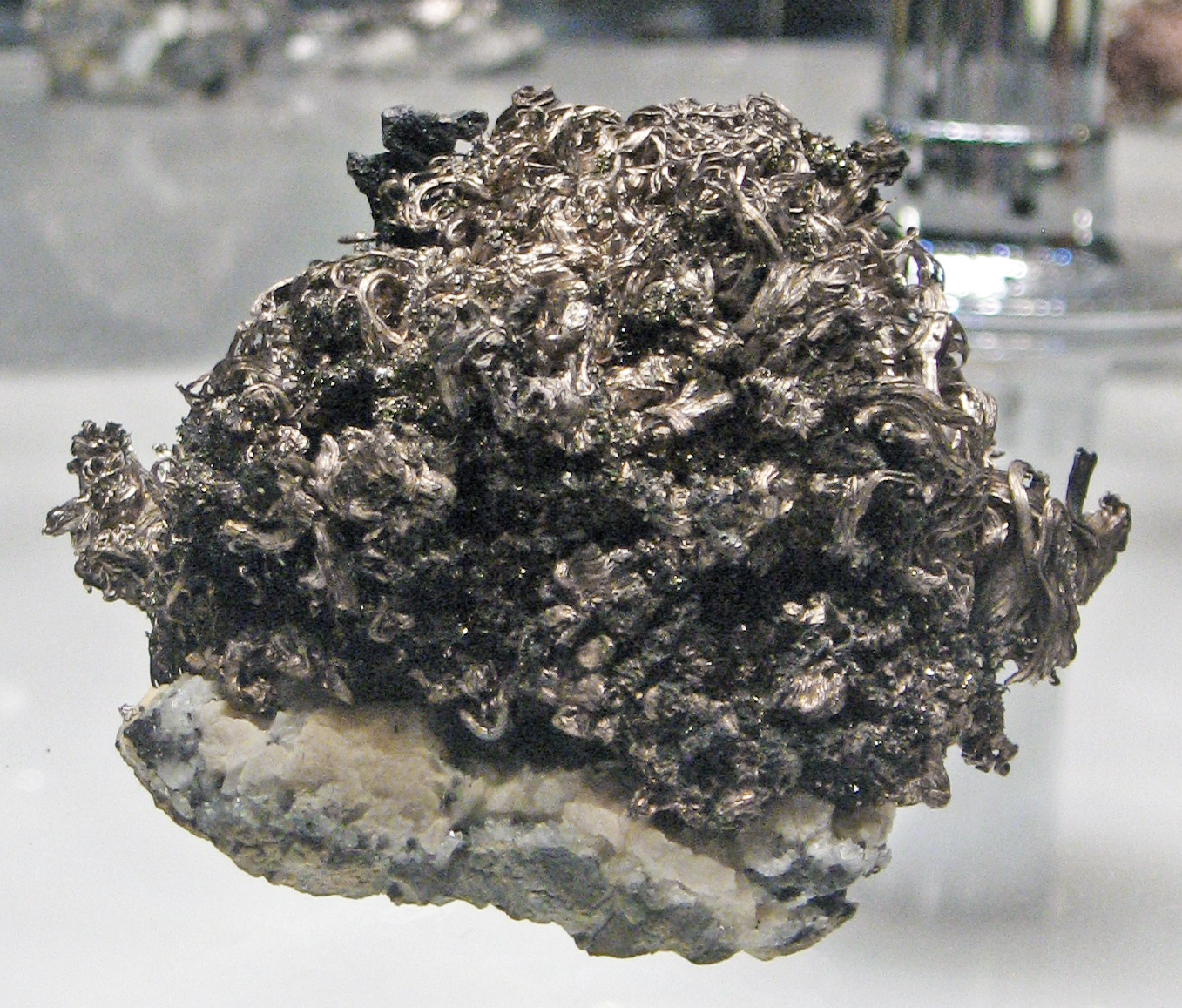
Plata nativa de la República Txeca

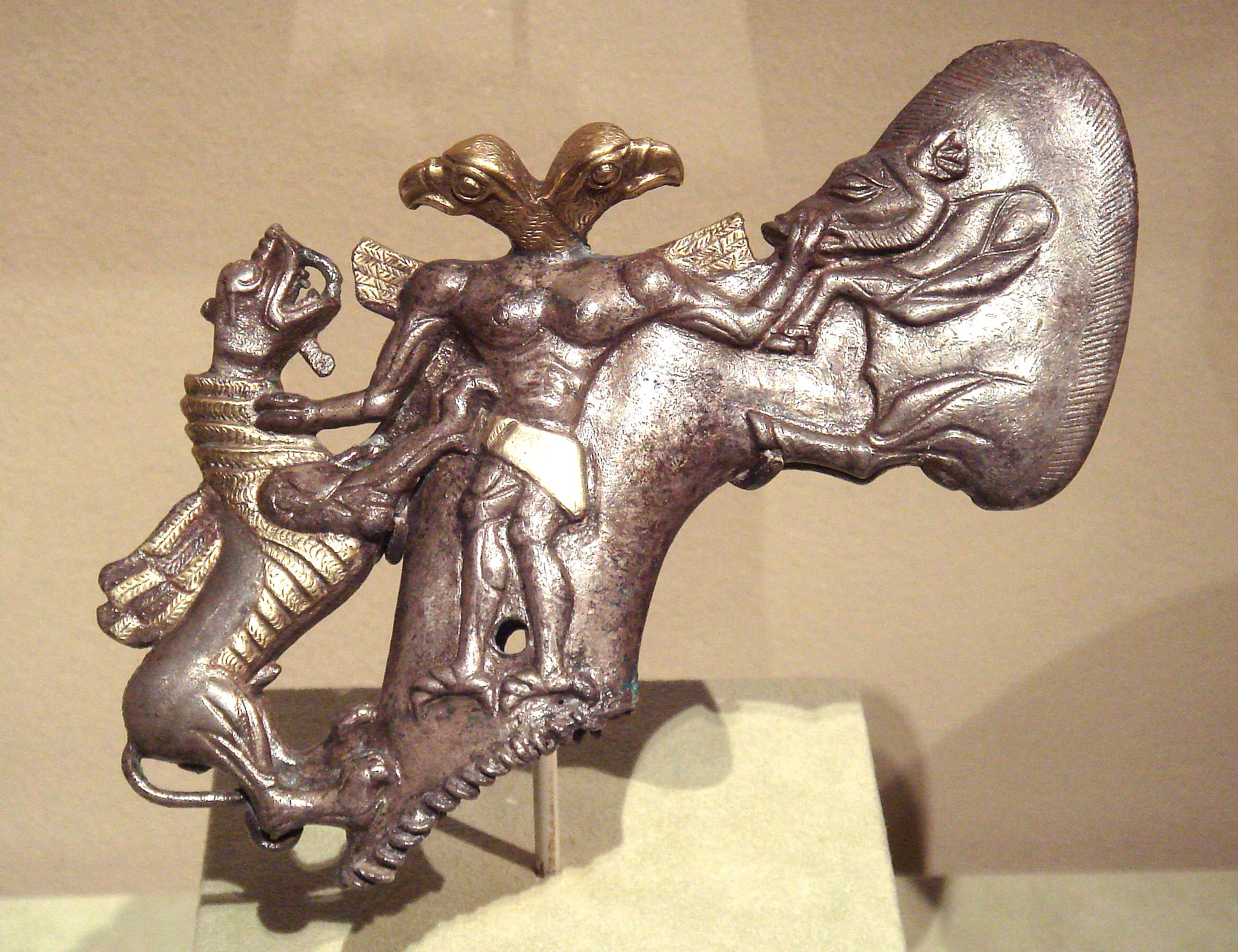
Destral cerimonial del nord de l'Afganistan, Bactriana, fi - principis del Plata i daurat.

La plata existeix en estat natiu, es diu plata nativa, i està excepcionalment present en una massa important (és el metall noble més actiu químicament). La plata és més dura que l'or, però menys que el coure. S'utilitza principalment per a joies i monedes. La galena conté una petita quantitat de plata, i la seva plata es pot extreure per calcinació i oxidació del plom: és la copel·lació. La plata nativa va ser una font de metall de plata, per la qual cosa tenia un veritable interès comercial. Actualment, la plata és solament el subproducte de la refinació dels minerals Pb, Cu i Zn.
Els ornaments de plata eren ja comunes en les tombes fa 6.000 anys. Les primeres mines conegudes a la Capadòcia i a Anatòlia també daten de al voltant de 4000 aC en temps pre-hitites. Es testifiquen diverses joies, ancestres d'anells preciosos egipcis amb incrustacions de pedres precioses. La plata és perfectament treballada amb martellejat refinat pels artesans asteques, penjolls dissenyats per suportar-la.
Després de l'or, l'encunyació de plata en monedes rodones s'estén i va generalitzar al món mediterrani i els seus voltants després de l'any 550 aC. Va ser un metall patró monetari durant gairebé tres mil·lennis. Per tant, el marc o marc de plata fina de dotze denaris, el denari format per dotze grans, eren alhora pesos (expressats en lliures que corresponen a l'origen de la lliura monetària de plata) i títols, per tant, en la pràctica les unitats bàsiques de mesura, d'aquest metall monetari. Si el denari de plata va ser emblemàtic de la història dels diners de plata de l'Imperi romà i dels (petits) principats medievals, hi ha una gran quantitat de monedes antigues fetes de plata, començant amb la piastra i el real, el tàler/dòlar, el kreuzer, el akçe i el rixdale, el gros, el gros de Tours o gros praguenc i el teston, el sceat, el miliarenc o el  siliqua, l'antoninià, el sesterci i els Quinaris romans, el dracma grec o estater, el sicle persa es va convertir en el shekel en hebreu ...
L'argenteria antiga, elaborada pel plater, consistia a aplicar sobre una superfície metàl·lica o una altra, una làmina prima o pel·lícula de plata. L'auge de l'electroquímica ha canviat aquesta professió.

### L'estany

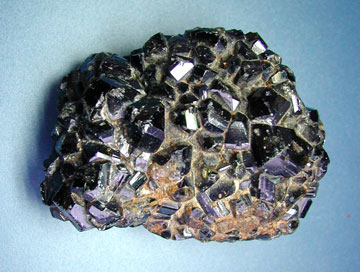
Cassiterita

L'estany natiu existeix en la naturalesa, però és rar. I rarament s'usava solament, però si en forma d'aliatge amb el coure: el bronze. El coure obtingut per fusió rares vegades era pur. Amb certs minerals s'obtenia bronze que era més dur i fàcil de treballar, o per tant, més útil per fer eines i armes. Els primers trobats estan datats en 2500 aC, però els minerals d'estany segueixen sent rars, i la concentració d'estany és baixa fins al voltant de 2000/1800 aC. El principal mineral utilitzat va ser la cassiterita. Al voltant de 1400 aC, era l'aliatge de metall principal utilitzada (Edat de Bronze).

### El mercuri

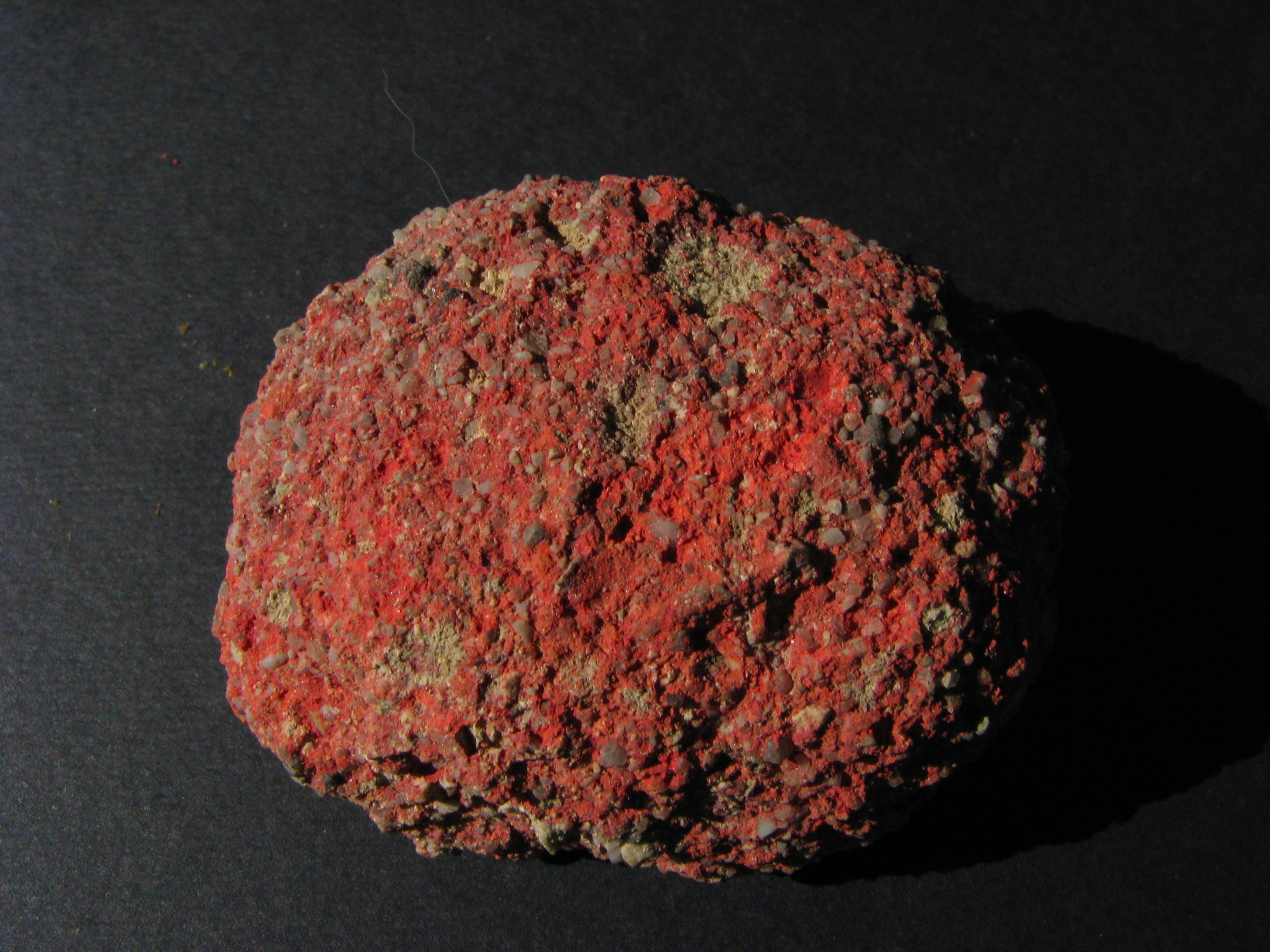
Cinabri de la Toscana

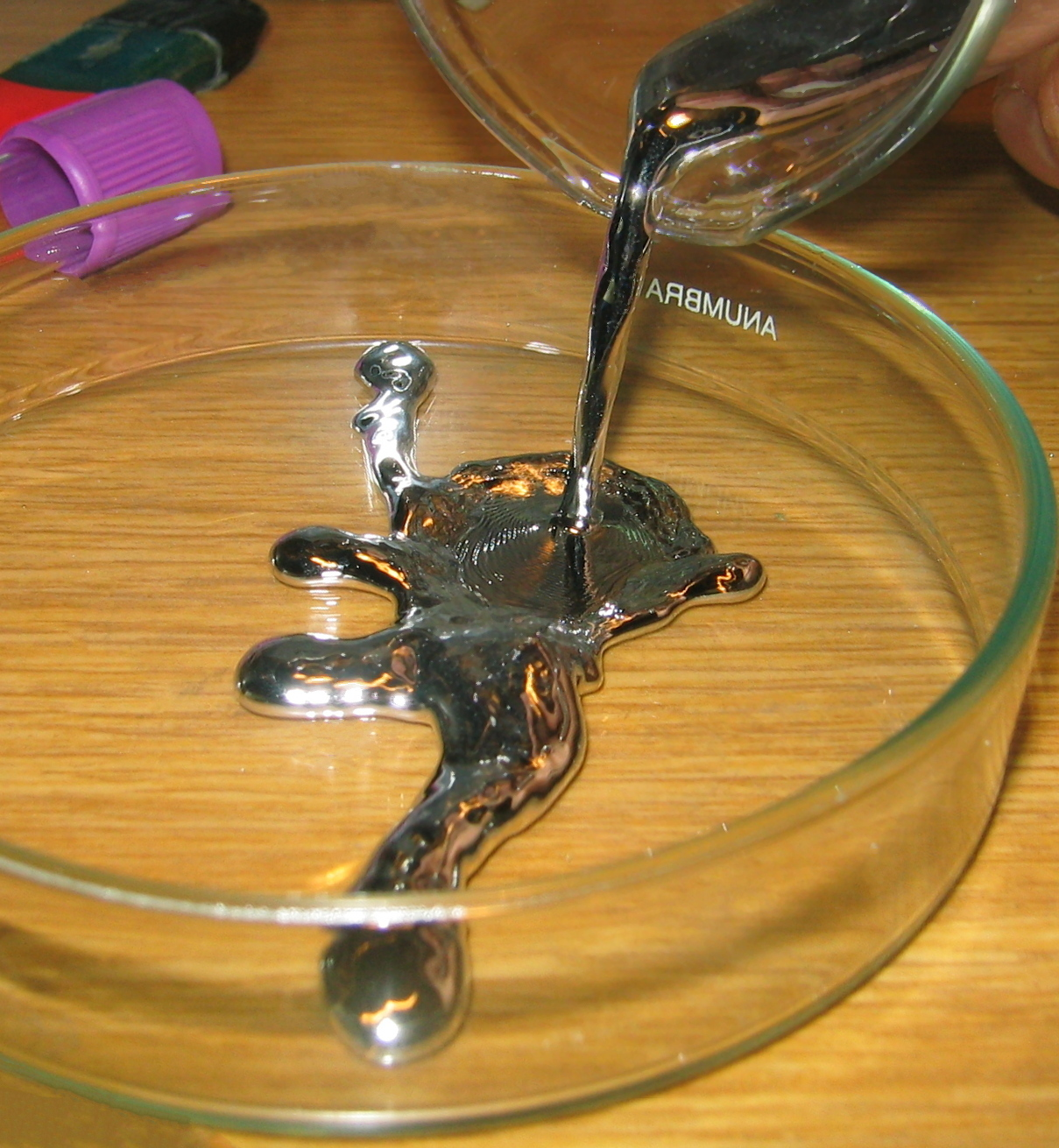
Vif-argent, Mercuri

Es va trobar mercuri o vif-argent en tombes que daten de 1800/1600 aC. Encara que el mercuri natiu impregna els minerals de mercuri, l'element es troba principalment en forma de mineral de sulfur de mercuri (HgS): el cinabri. És l'únic metall líquid a temperatura ambienti, i va anar àmpliament utilitzat per la seva capacitat per dissoldre l'or i plata en forma d'amalgames.
Al segle i, el grec Dioscòrides va descriure la tècnica de calcinació d'una cullerada de cinabri col·locada sota un recipient en el qual es diposita el vapor de mercuri (De materia medica, V, 95). Dioscòrides, que escrivia en grec antic, nomenava al mercuri ὑδράργυρος, hydrárgyros En la mateixa època, el romà Plini, descrivia la mateixa tècnica de sublimació del mineral per obtenir el hydrargyrus (derivat del grec antic), terme que en francès es convertirà en hidrargyre i del que deriva el símbol químic Hg, acrònim compost per inicial dels dos morfemes Hydrar i Gyrus. Plini distingia el hydrargyrus de la forma nativa del metall que ell cridava vicem argenti, que en francès donà vif-argent (Plini, HN, XXXIII, 123. El terme vif-argent es va usar fins a principis del segle xix.

### El ferro
El ferro tel·lúric o ferro natiu es va trobar inicialment en petites quantitats en algunes roques terrestres i especialment en els meteorits (contenen també del 6 a 8% de níquel). La seva extracció pot haver començat tan aviat com a 2500 aC, però solament es va desenvolupar a partir de 1200 aC. L'hematita (òxid de ferro) s'havia utilitzat anteriorment en l'ornamentació.

### Metal·loides
L'arsènic (en forma d'oropiment) i l'antimoni (en forma d'estibina) eren coneguts i utilitzats, però no van ser aïllats ni vinculats als metalls.

### El descobriment de nous metalls
El primer nou metall a ser descobert a Occident va ser l'antimoni (un metal·loide de fet). El procés que permetia aïllar-ho de l'estibina en escalfar-ho en una olla de ferro va ser descrit des de 1560 per Georgius Agricola (el nom prové del grec anti micos: «mai solament»). L'antimoni va tenir un paper important en la medicina alquímica de Paracels.
El zinc, el mineral del qual, la calamina s'havia utilitzat des de l'antiguitat per obtenir, amb mineral de coure, el llautó, es produeix, aïlla i reconeix com un metall a l'Índia als segles xiii i xiv, i després pels xinesos al segle xvi. A Europa, va ser observat i identificat per Agricola i Paracels que l'anomenen zincum.
Al segle xvi, els espanyols van descobrir el platí al Nou Món.

## Història del concepte de metalls

### En la filosofia grega
La filosofia grega de la matèria es basava essencialment en la teoria dels quatre elements (aigua, aire, terra i foc), il·lustrada en particular per Empèdocles, després represa i completada per Plató i Aristòtil.
Plató associava els quatre elements amb els quatre poliedres regulars (els sòlids platònics): el foc amb un tetraedre, la terra amb un galleda, l'aire amb un octàedre i l'aigua amb un icosàedre. La característica dels metalls era que podien fondre's i solidificar-se, la qual cosa els convertia en una varietat de l'element aigua. L'or (incorruptible, és a dir, inoxidable) era el més perfecte, mentre que els diferents tipus de coure eren imperfectes a causa dels intersticis més grans entre les seves parts (d'aquí la seva menor densitat), i a la presència de l'element terra que apareixia amb el temps (oxidació en verdet en el llenguatge modern). Però la característica de fusibilitat no es limitava al que ara es diuen metalls i també s'aplicava als vidres a les ceres i a les resines. En aquesta època, no hi havia un terme grec per categoritzar als metalls, la paraula metallon designava a les mines (d'or, coure, però també de sal). És amb Aristòtil quan apareix la distinció de metalls (metalleuta) d'altres minerals, mentre que cossos «fusibles o mal·leables, com el ferro, l'or, el coure». Aristòtil explicava la formació de metalls com a part de la seva teoria de les exhalacions, l'exhalació seca provinent del foc i l'exhalació humida provinent de l'aigua. Els metalls eren el producte de la compressió per la massa de les roques terrestres de l'exhalació humida, que se solidificava sense passar per l'estadi intermedi de l'aigua i sota la influència de l'exhalació seca, es barrejava amb la terra que distingirà als diferents metalls.

### Astrologia i teoria dels metalls
Probablement va ser a partir de el segle III aC, després de les conquestes de Alexandre el Magne, i sota la influència de l'astrologia caldea, quan es va establir gradualment la idea de la influència dels astres en la formació de les metalls. Es troba ja desenvolupada en Procle al segle VI de la nostra era: «L'or, la plata, cadascun dels metalls, com cadascuna de les altres coses, neixen en el sòl sota l'acció dels déus celestes i de l'efluència des d'a dalt. És cert, almenys, que es diu que l'or pertany al sol, la plata a la lluna, el plom a Saturn, el ferro a Mart. Aquests metalls es generen així des d'a dalt, però es formen a la terra, no en aquests astres que envien els seus efluvis.»
Aquesta llista és represa i completada pel filòsof Olimpiòdor el Jove, en el seu comentari sobre l'obra Meteorològica d'Aristòtil:
| « | Però també hem de saber que el diví Procle en els seus comentaris sobre Timeu, fa que els metalls corresponguin als set planetes: diu D'una banda, el plom està dedicat a Saturn a causa de la seva naturalesa fosca i freda, d'altra banda, l'electro està dedicat a Júpiter, a causa de la naturalesa productiva i temperada de la vida de l'estel. El mateix val per migma. Migma és en realitat més noble que l'or i millor temperat. El ferro està dedicat a Mart per la seva naturalesa tallant i afilada; or en el sol com en el que és una font de llum. I Venus es dedica a l'estany perquè és translúcid i brillant, i al mateix temps està prop de la Lluna, així com l'estany està prop de la plata. I la Lluna està dedicada a la plata, ja que la plata també, quan es col·loca prop de l'or, sembla rebre llum d'ella i es torna més resplendent, ja que la Lluna està il·luminada pel sol. | Mais il faut aussi savoir que le divin Proclus dans ses commentaires sur le Timée, fait correspondre les métaux aux sept planètes: il dit que d'une part le plomb est consacré à Saturne à cause de sa nature lourde sombre et froide, de l'autre l'electrum est consacré à Jupiter, à cause de la nature productive et tempérée de la vie de l'astre. De même pour le migma. Le migma est en réalité plus noble que l'or et mieux tempéré. À Mars est consacré le fer de par sa nature coupante et aiguisée ; l'or au Soleil comme à ce qui est source de lumière. Et à Vénus est consacré l'étain parce qu'il est translucide et brillant, et en même temps proche de la Lune, de même que l'étain est proche de l'argent. Et la Lune est consacrée à l'argent, puisque l'argent aussi, lorsqu'il est placé auprès de l'or, semble recevoir la lumière de celui-ci, et devenir plus resplendissant, comme la Lune est éclairée par le soleil. | » |
| — Citat per Cristina Viano, La matière des choses: Le livre IV des Météorologiques d'Aristote et son interprétation par Olympiodore, Vrin, 2006, p. 168. | | |   |

 A les propietats de ductilitat i de fusibilitat enunciades per Aristòtil, Olimpiòdor va agregar la lluentor metàl·lica.
L’electrum designava aquí a l'or blanc (aliatge natural oro-plata que té el color de l'ambre groc), encara que el terme també designava l'ambre a l'Antiguitat. El migma probablement era una varietat d'or blanc, que es distingiria de l'electrum per la taxa de plata o per l'oposició artificial/natural.
- or – Sol
- plata – Lluna

- electrum – Júpiter

- estany – Venus

- ferro – Mart

- plom – Saturn

La llista de correspondència d'Olimpiòdor el Jove es troba en el Marcianus (datat als segles X o XI) de la col·lecció bizantina d'alquimistes grecs.
L'electrum desapareixerà més tard de la llista i el seu planeta Júpiter s'atribuirà a l'estany i Venus, la deessa de Xipre, s'atribuirà al "coure", el metall de l'illa.
I quan es descobreixi el vif-argent, aquest metall extravagant, meitat sòlid i meitat líquid, és retornat directament a l'androgin Mercuri.
Aquesta correspondència (donada en la taula de la primera secció) va aportar una unitat teòrica als metalls, que més enllà dels aspectes metal·lúrgics (fusibilitat i mal·leabilitat), va permetre desenvolupar el concepte alquímic de transmutació dels metalls (aquesta idea no apareixia no en la filosofia grega clàssica). Fins i tot va sobreviure en la terminologia de les substàncies químiques fins a la «revolució» operada per Guyton de Morveau i Lavoisier (Méthode de nomenclature chimique, en 1787).

### Lapidari astrològic
Això donaria com a resultat també un «lapidari astrològic», relacionant planeta / Metall o deïtat / pedra preciosa / signe del zodíac, el primer esment del qual es trobaria en el Damigéron-Evax
- Mercuri o viva-plata noble[Nota 4] – diamant – Gèminis
- viva-plata vulgar – cristall de roca – Verge
- Mart (ferro) – robís – Àries
- Venus (coure) – maragda – Taure
- Júpiter (estany) – topazi – Sagitari
- Saturn (plom) – granat – Capricorn
- Lluna/Selena (plata) – safir – Càncer